# Spitalhaugh House
Spitalhaugh House ist ein Herrenhaus nahe der schottischen Ortschaft Romannobridge in der Council Area Scottish Borders. 1971 wurde das Bauwerk in die schottischen Denkmallisten zunächst in der Kategorie B aufgenommen. Die Hochstufung in die höchste Denkmalkategorie A erfolgte 2010. Des Weiteren bildet es mit verschiedenen Außengebäuden ein Denkmalensemble der Kategorie B.

## Geschichte
Zwischen 1313 und 1671 gehörte Spitalhaugh zu den Ländereien der Earls of Morton. 1671 erwarb Richard Murray, Bruder des Politikers Archibald Murray, 3. Baronet, Spitalhaugh. Im frühen 17. Jahrhundert entstand am Standort ein Tower House. Unter Murray wurde 1678 das Herrenhaus errichtet, in das Fragmente des Wehrturms integriert wurden. William Fergusson, 1. Baronet wandte in der Mitte des 19. Jahrhunderts große Summen zur Entwicklung von Spitalhaugh House auf, woraus das heutige erweiterte Herrenhaus im Scottish-Baronial-Stil hervorging. Diverse Steinmetzarbeiten aus dem Wohnhaus des regional bedeutenden James Gifford (siehe Gifford’s Stone House) wurden nach Spitalhaugh House verbracht.

## Beschreibung
Das Herrenhaus steht isoliert rund einen Kilometer nördlich von Romannobridge und zwei Kilometer südöstlich von West Linton in einem Mäander des Lyne Water. Das Mauerwerk des im Scottish-Baronial-Stil ausgestalteten asymmetrischen Bauwerks besteht aus polierten Sandsteinquadern. Ein vierstöckiger Turm mit quadratischem Grundriss im Zentrum dominiert die Silhouette. An seiner Südseite flankieren zwei segmentbögige Fenster eine Statue des Heiligen Andreas. Das Eingangsportal an der Westseite ist mit Korbbogen gestaltet. Die Dächer sind mit grauem Schiefer eingedeckt.